# Dendropemon
Dendropemon é um género botânico pertencente à família Loranthaceae.